# 平田延胤
平田 延胤（ひらた のぶたね）は、江戸時代末期から明治時代にかけての日本の国学者 。出羽国久保田藩士。平田銕胤の長男（平田篤胤の娘千枝とのあいだの子）。神田明神の神職。

## 人物略歴
文政11年（1828年）9月13日、江戸に生まれた。通称は延太郎。江戸定府士として出羽国久保田藩（秋田藩、藩主は佐竹氏）に仕えた。父平田銕胤に国学と神道学を、山国兵部に兵学を学んだ。祖父平田篤胤譲りの剛毅な人物だったといわれる。嘉永6年（1853年）の黒船来航によって日本社会が動揺するなか、従来の《将軍-大名、藩主-家臣、家臣-奉公人》といった封建的主従関係よりも、天皇・朝廷を軸とした国家的まとまりの方が肝要であると説く平田国学の考え方は、各地の武士層によって強い関心をもってむかえられるようになった。延胤は江戸鳥越（現、東京都台東区）の久保田藩中屋敷にあった平田門の国学塾気吹舎の後継者として同塾の運営にたずさわり、父銕胤を支え、ともに活動した。門人からは「若先生」と呼ばれた。
安政年間（1855年-1860年）以降、久保田藩江戸藩邸は気吹舎を中心とする平田銕胤・延胤父子とその人脈からの情報を利用し始めた。それは、「風雲秘密探偵録」として藩当局へと報告された。「探偵録」は安政5年（1858年）後半以降の安政の大獄以降、いったん中断するが、桜田門外の変の直後の万延元年（1860年）3月には再開された。
文久元年（1861年）7月、「探偵録」は久保田藩当局に対し、ロシア軍艦対馬占領事件に関連して外国奉行の小栗忠順が辞任した内部事情やイギリス艦隊による海岸測量の意図に関する考察、水戸徳川家と幕閣との不仲などを報告している。対馬事件に関しては銕胤・延胤父子の主宰する気吹舎のもとに膨大な情報が集められた。この頃より、気吹舎では、武士からの入門者が急増する一方、そのなかから尊王攘夷運動の一翼をになう人物が現れるなど学塾の政治化が急速に進んでいった。一方、久保田藩では平田国学を奉ずる勤王派と藩主とのあいだに溝が生じた。

### 文久2年、京状探索
文久2年（1862年）4月、薩摩藩の実力者島津久光の挙兵上洛によって京都をめぐる情勢が大きく変化した。また、5月には勅使として大原重徳が薩摩藩兵に護衛されて江戸に下向することが決まった。久保田藩主佐竹義就（この年、義堯に改名）は、幕府への忠誠を貫こうとする立場から江戸に参府したものの、事態の急変は彼を不安にさせ、江戸家老宇都宮典綱の進言にもとづいて5月18日、延胤を京都に派遣して隠密探索を命じた。
延胤が京状探索拝命の際に家老小野岡義礼にあてたと思われる提出書には、京都・大坂での情報探索、特に表向きの風説では把握しえない内密・極密情報を入手する必要性を述べており、そのためには密事に携わる人物とのあいだに同志関係が成り立っているように見せることが肝要で、さらに堂上人と親交を取り結ぶことができれば極秘情報の詳細が入手可能であるとの見通しを記している。
延胤は門弟の角田忠行を同行させて5月20日に江戸を発した。大坂を経由して6月7日に伏見の久保田藩邸に到着しており、到着早々、薩摩藩士岩下方平と対面して寺田屋騒動の顛末や久光上京の目的について尋ね、長門国長府藩の船越清蔵（小出勝雄）らより、長州藩の情勢、特に文久元年に航海遠略策を唱えた長井雅楽の長州藩内における地位について探りを入れている。
6月9日、豊後国岡藩の小河一敏と面会し、小河自身の活動の目的について説明を受けた。小河は、安政6年（1859年）に入門した門弟であり、延胤とは懇意の間柄であった。小河が延胤に語ったところによれば、久光挙兵の風聞をうけ、中国・四国・九州地方の諸藩の勢力を糾合して薩摩藩への協同を目指しており、寺田屋騒動ののちも小河自身は薩摩藩邸に身を置きながら活動を継続、列藩が朝廷を奉戴する体制の確立を活動目標としていた。延胤は翌6月10日、小河より岩倉具視との面会を仲介され、14日、岩倉より呼び出しを受け、6月15日に岩倉と面会、このとき久保田藩国事斡旋要請を受けている。延胤が約1ヶ月の京状探索を終えて江戸に戻ったのは、6月24日のことであったが、岩倉の久保田藩国事斡旋要請書翰は藩の上層部を悩ませるものであった。

### 文久3年、飛龍回天建白
大原重徳・三条実美両勅使の下向や島津久光が主導する文久の改革を経て、時流は奉勅攘夷の方向に大きく傾き、将軍上洛の決定とともにそれに先だって将軍後見職となった徳川慶喜が文久2年12月、江戸を出立して京に赴いた。佐竹義堯も翌文久3年1月に上洛することとなり、それに先だち、父の銕胤も文久2年11月27日、江戸家老宇都宮典綱に随行するかたちでの上洛を命じられた。同行したのは角田忠行、野城清太夫、小林与一郎であった。父に引き続き延胤、弟の三木鉄弥も上京、加えて平田父子の上京と国事斡旋を好機として、門人の長老格であった武蔵国入間郡の権田直助をはじめとする平田国学の徒が陸続と京都に参集して奉勅攘夷の運動を下からさらに促そうとした。これにより、当時の京都はさながら平田門人総結集の様相を呈した。こうした矢先におこったのが、平田門人たちが直接・間接にかかわった文久3年2月22日（1863年4月9日）夜の足利三代木像梟首事件（等持院事件）であった。平田家の人びとは銕胤が藩命を帯びての上京だったため、この事件にはまったく関与していなかった。延胤は、父銕胤とともに中山道を経て江戸へ帰るが、その途中、美濃国中津川宿で門人たちに熱烈な歓待を受けた。そのなかには島崎藤村の父、島崎正樹も加わっていた。
このころの気吹舎は、全国の政治情報がおのずと集まるセンターとなっていった。明治維新の功労者である西郷隆盛も再三、江戸の気吹舎を訪れている。延胤自身もまた、平田国学者の政治的理論的指導者として成長を遂げていった。
この年の4月20日、攘夷決行期限が「文久3年5月10日」と決した。『風雲秘密探偵録』によれば、対外戦争の回避と徳川家茂の将軍職辞退を主張した三奉行上書が5月6日付で提出されており、これに対して幕臣某による箇条書きの体裁をとった論駁書もただちに出されているが、銕胤父子はこれらをいずれも素早く入手している。論駁書は、山岡鉄舟ら幕府内の尊王攘夷派の主張に近く、当時幕府が抱え込まざるをえなかった矛盾を踏まえたうえでの立論がなされていた。さらに、銕胤父子は、幕府は今までのような曖昧な処置では挽回が難しく、いったん拝命した「攘夷」を断固奉戴して国威更張の方面に奮発するほか活路はないという幕府の目付杉浦誠（正一郎）の5月付建白も入手していた。銕胤・延胤の父子は、攘夷決行予定日の5月10日、幕府の横浜港での姿勢はいかなるものであったかについては、同地に詰めていた草莽の志士たちの翌日付急報で押さえ、同日以降の馬関海峡封鎖と外国船に対する砲撃の一切については、砲撃に加わった庚申丸乗員の手記を入手し、さらに京都の情勢については京都発信書翰より、5月20日の朔平門外の変（姉小路公知暗殺事件）も含めて把握していた。
こうしたなか、5月中旬以降6月にかけて、幕府が奉勅攘夷を実行する意思も力もないことがしだいに明らかになっていった。延胤は6月中旬、藩主佐竹義堯はいちはやく朝旨を重んじて江戸幕府討滅の挙に出よという趣旨の「飛龍回天の建白」を藩当局に上奏している。しかし、延胤は、この建白書により、「言旨激越」として譴責処分を受けた。
この年はまた、小野崎通亮や吉川忠安によって祖父平田篤胤の生家である久保田城下の大和田家に国学塾雷風義塾が創設された年でもあった。この塾は、銕胤・延胤父子とも連絡をとりあって開設されたものであり、以後、秋田勤王派の拠点となっていった。

### 元治・慶応年間
元治元年7月19日（1864年8月20日）の禁門の変において長州軍が完敗し、8月上旬には下関で四国艦隊砲撃があって長州藩在国勢力も壊滅的状況に陥ったことによって、政局は再び急展開の様相を示した。長州藩は「朝敵」となって征討の対象となり、筑波勢に対する幕府・諸藩連合軍の攻撃も激しさを加えた。それを受けて国許の秋田では、吉田松陰の知己でもあり、平田派を支持していた勤王派の渋江厚光が国家老の職を罷免された。久保田藩では、朝廷より元治元年冬の京都警衛を命じられており、小川亀雄ら藩内の勤王派は速やかな上洛を建白したが、一方では7月下旬以降、幕府から水戸天狗党の乱に対処するために警衛人数を引き連れて江戸に出府せよとも命じられていて、その対応に苦慮していた。藩主佐竹義堯はまずは江戸に出て、様子をみて上京許可を得ることとしたが、幕府は義堯に上京許可をあたえなかった。
江戸滞府中、再び幕府の武威が確立されていくことを感じ取った義堯は藩内の尊王派を一斉に処罰した。平田延胤は献上方罷免・遠慮処分に処せられ、片岡鎌之進、鈴木三郎太郎、青柳忠治、遠藤源生、富岡寅之助、豊間源之進、井口糺は上京供奉罷免のうえ国許への帰還を命じられ、小川亀雄、髙瀨権平、村瀬佐一郎、布施銀平らはそれぞれの役を免じられている。江戸と国許の勤王派は弾圧された。久保田藩内には、それでもなお平田派に対する警戒心を隠さない佐幕・保守の人も少なくなかったが、元治元年から翌年にかけて全国諸藩に共通して吹き荒れた政治反動の嵐のなかでは、むしろ久保田藩の処罰は他藩にくらべて穏やかなものだったといわれる。延胤も従来どおり、学問や読書にいそしむことができたのである。
幕末期にあって藩論の分裂がつづいた久保田藩であったが、慶応3年（1867年）12月9日、王政復古の大号令が出るにおよんで小野岡義礼・吉川忠安ら藩内の勤王派が台頭した。江戸に滞在していた佐竹義堯は王政復古の号令が発せられたことを知るや、ただちにいったん国許に引き上げて状況を見きわめようとし、そのための京都工作に本学頭取の平田銕胤をあて、彼に対し、12月20日に藩主建白をたずさえて上京するよう命じた。一方、延胤に対しては3年前の遠慮処分を解き、やはり12月10日付で本学教授に任命したうえで、みずからの帰国に随伴させた。延胤は、平元貞治・金大之進らは先に藩主の上洛を妨げた張本人であり、斬奸するほかないと訴え、家老のひとり戸村義效（のちに白石会議に参加して奥羽越列藩同盟の盟約に調印）もまた保守派であるとして批判している。戊辰戦争では延胤は一貫して討幕・勤王・反同盟の立場に立った。

### 明治維新以降
維新後の明治2年（1869年）、神祇権少佑、明治3年（1870年）に少佑に進んで宣教判官を兼務、さらに同年宣教権大佑に任じられた。明治天皇の侍講も務めている。
明治5年1月死去。享年45。将来を嘱望された延胤の、父銕胤に先立つ死であった。明治5年の気吹舎の収入（書籍発行部数）・入門数がともに前年にくらべて格段に落ち込んだのは延胤の早世によるものではないかとみられている。

## 著書
- 『開国通商交易神考』
- 『撞木随付（しもとのまにまに）録』

## 親族
- 平田篤胤（祖父）：国学の大家。復古神道を創始。
- 平田銕胤（父）：伊予国出身。気吹舎2代目。
- 碧川好尚（叔父）：銕胤の実弟。生田万とならぶ平田塾二大高弟のひとり。
- 三木鉄弥（弟）：平田神社創建運動に名を連ねる。
- 平田胤雄（弟）：平田神社創建運動の中心人物。
- 平田盛胤（養子）：美濃国出身。旧姓戸沢。東京帝国大学卒。神田明神神職。

子孫は東京都文京区に在住。

### 母千枝
篤胤の娘で、銕胤の妻となった千枝は、婚姻後に実母綾瀬の名を継いだ。才女として知られ、一度目に通したものはすべて諳んじ、父篤胤の著述については、何を尋ねてもすらすら答えることが出来たという。英語もたしなみ、文章も巧みで文字も美しく、父の詠んだ和歌を短冊に代筆している。臨終の際、きちんと正座して周囲に臨終の挨拶を行い、「それでは」と床についてそのまま帰幽したと伝わっている。

### 系譜
```
　　　　　　　　　　　　　　　　　　　　　┏平田延胤
　　　　　　　　　　　　　　　　　　　　　┃
大和田祚胤 …平田篤胤━━━━千枝　　　 　┣三木鉄弥
　　　　　　　　　　　　　　　┣━━━━━┃
　　　　　　　　　　　　　┏平田銕胤　　　┗平田胤雄
　　　　　　　　　　　　　┃（碧川篤眞）　　　　　　　
碧川武左衛門…碧川良正━━┫　　　　　　　　　　　　　
　　　　　　　　　　　　　┃
　　　　　　　　　　　　　┗碧川好尚

```

## 門人
- 小島盛可（1846-1886）：神職のち大神教会長。越後国村上藩士。
- 野中武雄（1848-1902）：教育者、神職。越中国出身。
- 湯谷基守（1850-1923）：神官。豊前国下毛郡出身。